# Le Lieutenant Kijé
Pour les articles homonymes, voir Lieutenant Kijé.
Cet article possède un paronyme, voir Lieutenant Kije.
 (février 2010).
Si vous disposez d'ouvrages ou d'articles de référence ou si vous connaissez des sites web de qualité traitant du thème abordé ici, merci de compléter l'article en donnant les références utiles à sa vérifiabilité et en les liant à la section « Notes et références ».
Le Lieutenant Kijé (russe : Подпоручик Киже, Podporoutchik Kijé) est un roman court écrit en 1927 par l'écrivain soviétique Iouri Tynianov (1894-1943).
Ce court roman a servi de base au film Le Lieutenant Kijé réalisé par Alexandre Feinzimmer en 1933 et dont Sergueï Prokofiev écrivit la musique, qu'il reprit ultérieurement dans la Suite symphonique pour orchestre, op. 60 portant le même nom.

## Résumé

### Trame narrative principale: création d'un militaire qui n'existe pas
Le Lieutenant Kijé se passe dans l'Empire russe, sous le règne de Paul Ier. L'histoire débute en 1793 et se termine en 1801 (année de l'assassinat de Paul Ier).
C'est l'histoire d'un homme qui n'existe pas, sauf pour l'administration impériale, à la suite d'une erreur de transcription d'un ordre du jour par un scribe de la chancellerie du régiment Préobrajenski. Cette erreur était rendue possible en russe par une proximité orthographique et phonétique : au lieu de « podporoutchiki-jé (russe : Подпоручики же, « quant aux lieutenants ») Stiven, Rybine et Azantchéïev, ils sont nommés... », le scribe, distrait par l'entrée d'un officier dans son bureau, écrivit : « podporoutchik Kijé (russe : Подпоручик Киже, le lieutenant Kijé). »
Ainsi, par un caprice de la langue russe prend naissance un être fictif dont l'entourage de l'empereur n'osera jamais révéler l'inexistence. On en profite aussitôt pour attribuer à Kijé une faute que personne ne voulait endosser, une fausse alerte qui avait réveillé Sa Majesté. L'empereur ordonne l'exil de Kijé en Sibérie. L'institution militaire russe, respectant l'ordre à la lettre, envoie donc vers la Sibérie une escorte sans prisonnier. Par la suite, Paul Ier, sujet à des crises d'angoisse, se méfiant de son entourage, cherche à promouvoir des officiers non issus de la noblesse. Kijé, en tant que militaire modèle aux états de service parfaits, sans attaches ni « piston » d'aristocrates ou de personnages haut placés, est d'abord gracié, puis nommé capitaine, enfin colonel chef de régiment. Une maison lui est attribuée, ainsi que des serviteurs.
L'empereur ordonne ensuite qu'il se marie avec l'une de ses dames d'honneur.
Paul Ier finit par le nommer général, compte tenu des états de service irréprochables de ce militaire et de sa modestie : il n'a jamais demandé le moindre avancement ni contesté son autorité autocratique.
Lorsque l'empereur demande à voir son général, son entourage lui explique que le général Kijé vient de tomber malade. Bien que soigné par les meilleurs spécialistes, Kijé « meurt » trois jours plus tard.
Sa mort est l'occasion de funérailles nationales grandioses, suivies par sa veuve ; l'empereur dira de son général : « Ce sont les meilleurs qui s'en vont ».

### Trame narrative secondaire: disparition d'un militaire qui existe
Si le lieutenant Kijé sort du néant à la suite d'une erreur bureaucratique, le conte développe une histoire dramatique, parallèle et inverse, celle d'un lieutenant de l'armée russe qui existe et dont la mort est proclamée par erreur. En effet, le secrétaire qui s'est trompé dans l'écriture de la missive destinée à l'empereur et qui a par mégarde créé le lieutenant Kijé, a commis une seconde erreur, bien plus grave : au lieu d'indiquer que le lieutenant Sokolov venait de mourir, il a indiqué la mort du lieutenant Sinioukhaïev (bien vivant) en se trompant de ligne. Sinioukhaïev est donc rayé des cadres de l'armée.
Lorsque Sinioukhaïev rédige une requête en réintégration, l'administration militaire lui répond : « La requête de l'ex-lieutenant Sinioukhaïev, rayé des cadres pour cause de décès, est rejetée pour les mêmes raisons ».
Il finira sa vie misérablement, en vagabond.

## Véracité de l'histoire?
Inspirée de faits réels[réf. nécessaire], cette histoire pleine d'absurdité a été découverte par Tynianov dans un recueil d'anecdotes paru en 1901. Sa nouvelle est aujourd'hui lue comme une satire de la bureaucratie soviétique, et l'empereur, irascible et capricieux, comme un évident portrait de Staline.

## Postérité du lieutenant Kijé
- Dans la description du monde totalitaire d'Océania dans son roman 1984, publié en 1949, George Orwell fait travailler son protagoniste Winston Smith au ministère de la Vérité. Dans cette tâche, il est amené à créer un personnage fictif, le camarade Ogilvy, qui aura une vie exemplaire et mourra en se sacrifiant héroïquement au combat.
- L’auteur de science-fiction Alain Yaouanc a signé plusieurs romans sous le pseudonyme de Lieutenant Kijé de 1959 à 1976.
- L'écrivain français Pierre Gripari est l'auteur d'une pièce de théâtre intitulée Lieutenant Tenant (1962), inspirée par la nouvelle de Iouri Tynianov.
- Le nom de Lieutenant Kijé a été donné à un cheval de saut d'obstacles actif dans les années 2009-2011, possédé et monté par Janine Weatherby[2].
- Le quatorzième épisode de la première saison de la série M*A*S*H*, intitulé le capitaine fantôme (Captain Tuttle) s’inspire de l’histoire du lieutenant Kijé.

## Autres personnages fictifs, tenus pour réels
- L'étudiant George P. Burdell.
- L'officier de gendarmerie, signataire des contraventions pour excès de vitesse devant radar automatique, toujours le même, même pour des infractions commises simultanément en des lieux très distants, a été tenu un temps pour fictif. Le paraphe manifestement tracé par une machine à signer, et l'ubiquité de ce gendarme, ont pu accréditer temporairement ce mythe. Il s'agissait en réalité de l'officier responsable du centre informatique auxquels parviennent les rapports de tous les radars automatiques français.

## Éditions françaises
- (ru + fr) Подпоручик Киже : Le Lieutenant Kijé, traduit par Lily Denis, Paris, Gallimard, « Folio Bilingue », 2001.
- Le Lieutenant Kijé, précédé d'Une majesté en cire et de L'Adolescent-miracle, trad. du russe par Lily Denis, Paris, Gallimard, « L'Imaginaire » no 113, 1983, 252 p.   (ISBN 2-07-025858-0) (1re édition 1966, collection « Littératures soviétiques »).